# Pròteus
Els pròteus (de Proteu, personatge mitològic) són un gènere d'eubacteris gramnegatius de la família de les enterobacteriàcies. Deu el nom a la seva gran varietat morfològica.
Algunes espècies de proteus són mòbils.
Totes les espècies de proteus són oxidasa negatives, ureasa positives i no fermenten la lactosa.
Les espècies P. vulgaris, P. mirabilis i P. penneri són patògens oportunistes per als humans.